# Raffaello Matarazzo
Raffaello Matarazzo (Roma, 17 de agosto de 1909 - Roma, 17 de mayo de 1966) fue un director de cine italiano.

## Biografía

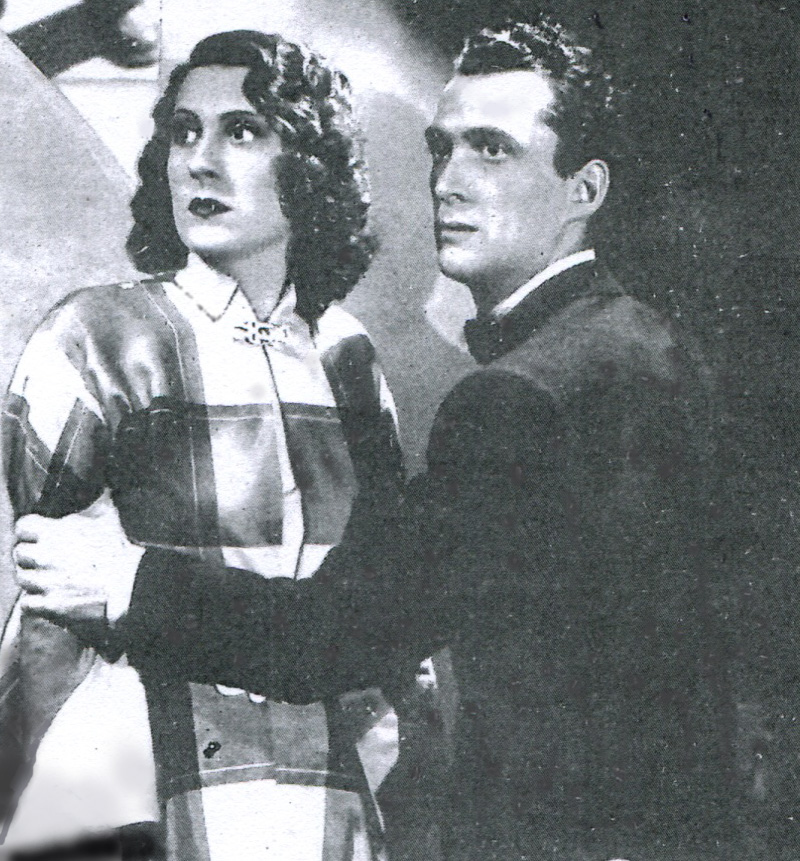
Carla Candiani y Maurizio D'Ancora en un fotograma de L'albergo degli assenti.

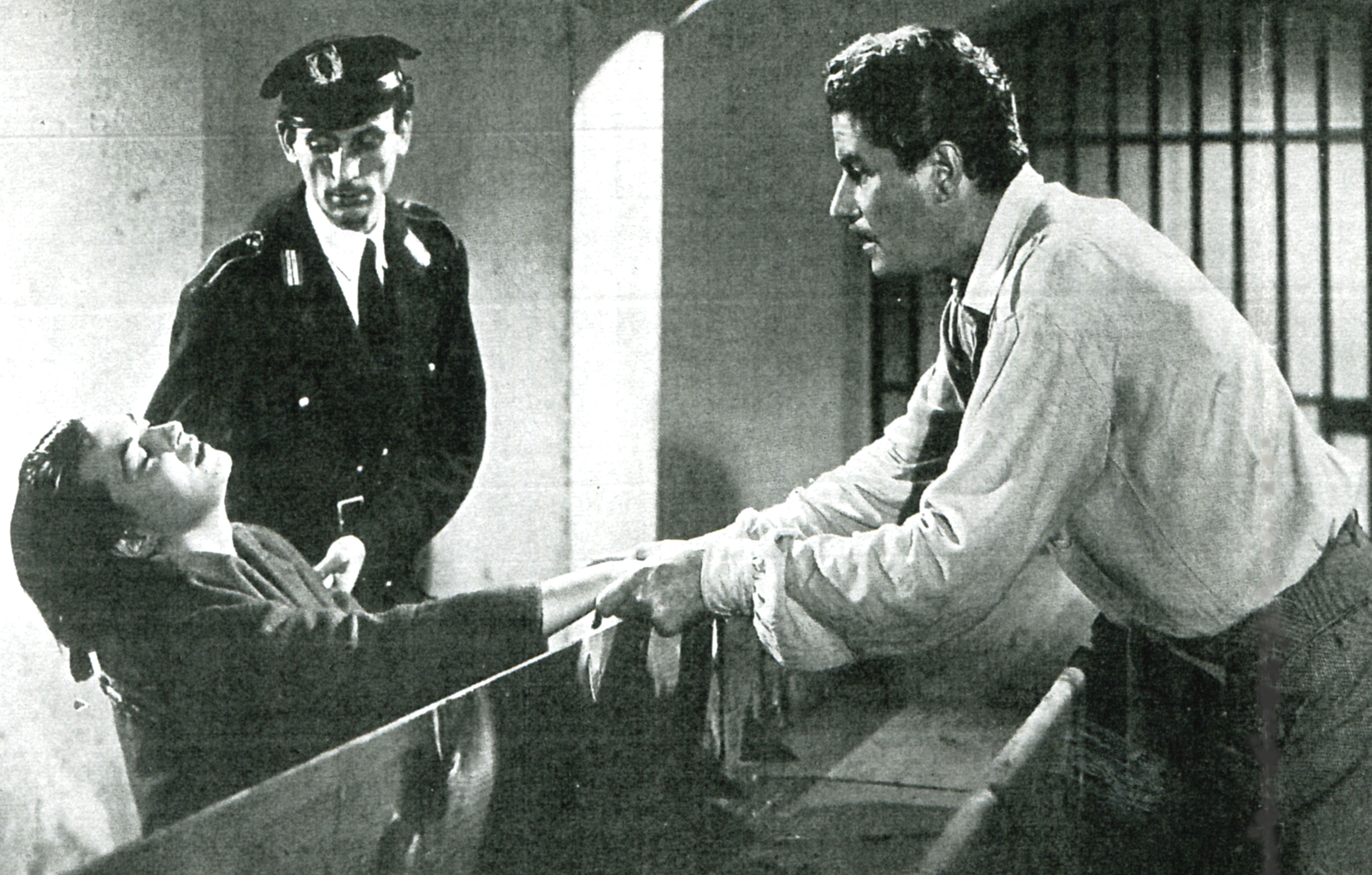
Yvonne Sanson y Amedeo Nazzari en un fotograma de Tormento.

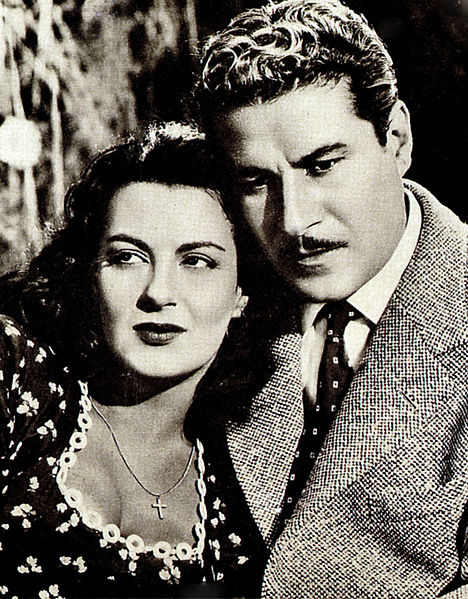
Yvonne Sanson y Amedeo Nazzari posando para una foto de rodaje de I figli di nessuno.

Matarazzo comenzó a escribir críticas de cine para el periódico romano Il Tevere y después revisó guiones para la empresa de cine Cines. Sus primeras películas como director fueron comedias, antes de pasarse al melodrama. Con Catene, producida por Titanus en 1949, se convirtió en un director de cine de éxito en Italia. El público adoraba sus melodramas. Sin embargo, la crítica mernospreció su trabajo, calificando sus cintas como Neorealismo d'appendice. Desde la década de 1970, algunos críticos cinematográficos han tratado de restaurar la reputación de la obra fílmica de Matarazzo.

## Filmografía

### Escenógrafo
- La telefonista, de Nunzio Malasomma. (1932)
- Due cuori felici, de Baldassarre Negroni. (1932)
- La voce lontana, de Guido Brignone. (1933)
- Fanny, de Mario Almirante. (1933)
- Frutto acerbo, de Carlo Ludovico Bragaglia. (1934)
- L'ambasciatore, de Baldassarre Negroni. [1936)
- L'amor mio non muore, de Peppino Amato. (1938)
- L'imprevisto, de Giorgio Simonelli. (1940)
- Violette nei capelli, de Carlo Ludovico Bragaglia. (1942)

### Director

#### Documentales
- Littoria (1932)
- Mussolinia di Sardegna (1933)

#### Películas
- Treno popolare (1933)
- Kiki (1934)
- Il serpente a sonagli (1935)
- Joe il rosso (1936)
- L'anonima Roylott (1936)
- È tornato carnevale (1937)
- Sono stato io! (1937)
- L'albergo degli assenti (1939)
- Il marchese di Ruvolito (1939)
- Giù il sipario (1940)
- Trappola d'amore (1940)
- Notte di fortuna (1941)
- L'avventuriera del piano di sopra (1941)
- Giorno di nozze (1942)
- Il birichino di papà (1943)
- Dora, la espía (1943) (realizada en España)
- Empezó en boda (1944) (realizada en España)
- La fumeria d'oppio (1947)
- Lo sciopero dei milioni (1948)
- Paolo e Francesca (1949)
- Catene (1949)
- Tormento (1950)
- I figli di nessuno (1951)
- Il tenente Giorgio (1952)
- Chi è senza peccato... (1953)
- Giuseppe Verdi (1953)
- Torna! (1953)
- Vortice (1953)
- La nave delle donne maledette (1954)
- La schiava del peccato (1954)
- Guai ai vinti (1954)
- L'angelo bianco (1955)
- L'intrusa (1955)
- La risaia (1956)
- L'ultima violenza (1957)
- Malinconino autunno (1958)
- Cerasella (1959)
- Adultero lui, adultera lei (1963)
- I terribili 7 (1964)
- Amore mio (1964)